# 中国人民解放军火箭军第六十六基地
中国人民解放军火箭军第六十六基地，位于河南省洛阳市，是中国人民解放军火箭军基地。

## 沿革
1966年8月，以原公安部队学院为基础，组建三〇五工程指挥部（总字一二四部队）。1968年5月25日，中央军委批准将三〇五工程指挥部改称中国人民解放军第二炮兵第五十四基地。位于中国人民解放军济南军区。2016年，在深化国防和军队改革中，改为中国人民解放军火箭军第五十四基地。
2017年4月18日，中共中央总书记、国家主席、中央军委主席习近平在北京八一大楼接见新调整组建的84个军级单位主官，并对各单位发布训令；中共中央政治局委员、中央军委副主席许其亮宣读习近平主席签发的中央军委关于调整组建军兵种部队和省军区系统军级单位的命令、决定。在这次军级单位调整组建中，以中国人民解放军火箭军第五十四基地为基础，调整组建中国人民解放军火箭军第六十六基地。

## 编制
| 司令部 | 洛陽（34.6405,122.3823） |                          |                 | 有核   |                     |
|        | 661旅                    | 盧氏（34.0504,111.0342） | 東風-5B         | 是     | 司令部基地          |
|        | 662旅                    | 欒川（33.7883,111.5925） | 東風-4/-5A/B    | 是     | 可能升級為東風-41   |
|        | 663旅                    | 南陽（33.0117,112.4145） | 東風-31A        | 是     | 第1個東風-31A旅     |
|        | 664旅                    | 宜陽（34.5435,112.1470） | （東風-31AG? ） | （是） | 可能升級為東風-31AG |
|        | 665旅                    | 新鄉（35.3999,114.1263） | ?               | ?      | 謠傳新旅基地區      |
|        | 666旅                    | 信陽（32.1675,114.1257） | 東風-26         | 是     | 第1個東風-26旅      |

## 历任领导
中国人民解放军火箭军第五十四基地
| 司令员 - 张世盖（1966年7月—？） - 李炳智（？—？） - 王长盛 少将（1985年8月—1992年10月） - 邵士诚 少将（1992年10月—1996年12月） - 赵书月 少将（1996年12月—2002年6月） - 王久荣 少将（2002年6月—2006年8月） - 郭斌 少将（2006年8月—？） - 刘启德 少将（2012年—2017年） 副司令员 …… - 邵士诚 少将（1985年8月—1992年10月） - 程国才 少将（1985年8月—1990年6月） - 闫基禄 少将（1985年8月—1992年10月） - 董福海 少将（1985年8月—1990年6月） - 李麟昭 少将（1994年11月—2001年7月） - 谢玉林 少将（2000年12月—？） - 王学文 少将（2000年12月—？） - 高富 少将（2000年12月—2003年12月） - 战厚顺 少将（2003年12月—？） - 王元芳 少将（？—？） - 丁宝钦 少将（？—？） - 李传广 少将（2009年6月—2013年） - 李龙虎 少将（2011年—？） - 姜希平 少将（2012年—？） - 谢兴凤 少将（2013年—？） - 孙梅业 少将（2014年—？） - 林水明 少将（2014年—？） - 许少华 少将（2016年—2017年） - 赵秋领 少将（2016年—2017年） | 政治委员 - 白寿康（1966年7月—？） - 王尚（？—1980年7月） - 刘子美（1983年8月—1988年8月） - 柳锡三 少将（1988年8月—1990年12月） - 文书仁 少将（1990年12月—1994年12月） - 李景华 少将（1994年—1999年） - 张春发 少将（1999年—2003年7月） - 郭俊波 少将（2003年7月—2009年1月） - 牛炳祥 少将（2009年1月—2013年） - 张升民 少将（2013年—2014年12月） - 李永生 少将（2014年12月—2017年） 副政治委员 …… - 吴凯乐 少将（1985年8月—1990年6月） - 路炎炎 少将（1990年6月—1995年12月） - 韩瑞林 少将（1997年12月—2000年12月） - 温子和 少将（1999年7月—2005年1月） - 鞠志鹏 少将（2005年1月—？） - 陆其杰 少将（2012年—2015年） - 高海华 少将（2014年—？） - 何钧民 少将（2015年—2017年） |

| 参谋长 …… - 杨智国 少将（1996年12月—2001年7月） - 魏凤和 少将（2001年7月—2002年12月） - 陆福恩 少将（2002年12月—？） - 李传广 少将（2008年10月—？） - 姜希平 少将（？—2012年） - 谢兴凤 少将（2012年—？） - 薛今峰 少将（？—2017年） | 政治部主任 …… - 李广琪 少将（1992年10月—1996年12月） - 陈廷军 少将（1999年12月—2005年1月） - 张东水 少将（2005年1月—2006年12月） - 牛炳祥 少将（2006年12月—2009年1月） - 卫云 少将（2009年—2012年） - 高海华 少将（2012年—2014年） - 王新国 少将（？—2017年） |

| 总工程师 …… - 解光胜 少将（1999年12月—2005年1月） - 史星亮 少将（2005年1月—？） - 谢兴凤 少将（？—2013年） - 魏丕立 少将（？—？） - 王新民 少将（2015年—？） | 副总工程师 …… - 张荣杰 少将（1999年12月—？） - 李保国 少将（2002年12月—2004年12月） - 韩云 少将（2004年12月—？） - 戴隆淦 少将（？—？） - 赵汝斌 少将（？—？） - 王新民 少将（？—2015年） - 陈正烈 少将（2013年6月—？） |

中国人民解放军火箭军第六十六基地
| 司令员 - 薛今峰 少将（2017年—） 副司令员 - 赵秋领 少将（2017年—） | 政治委员 副政治委员 - 何钧民 少将（2017年—） - 王新国 少将（2017年—） |

| 参谋长 | 政治工作部主任 - 冯智文 少将（2017年—） |

| 总工程师 | 副总工程师 |